# Virgin grounds
Virgin grounds (Maagdelijke gronden) is een studioalbum van Ton Scherpenzeel. In 1991 werd het uitgegeven onder artiestennaam Orion; in 2023 onder zijn eigen naam.

## Inleiding
Het album bevat filmmuziek behorende bij een televisieserie getiteld Conquer the arctic; waarin acht internationale teams van twee personen probeerden te overleven in het noorden van Noorwegen.  Het waren de tijden dat Scherpenzeels muziekgroep Kayak even stil lag en hij met zijn toen grotendeels analoge synthesizers aan de slag ging. Anders dan het werk van Kayak, dat regelmatig de hit- en albumlijsten introk, bleef Scherpenzeels solowerk buiten die lijsten. Dat gold ook voor dit werk uit 1991. Tijdens de periode coronapandemie en herstel van eigen ziekten ontdekte Scherpenzeel deze muziek opnieuw en vond het wel rijp voor een heruitgave; het origineel was al jaren niet meer verkrijgbaar.  Bovendien kon Virgin grounds dan meeliften op het relatief groter succes van The lion's dream en Velvet armour. De muziek wijkt wel sterk af; genoemde albums bevatten muziek gebaseerd op muziek uit de middeleeuwen.
De heruitgave ging gepaard met twee nieuwe tracks, het openings- en sluitnummer. 
Co-muziekproducent was: Bert Ruiter, normaliter basgitarist van Earth & Fire. Opnamen vonden plaats in Hilversum, woonplaats van Scherpenzeel.

## Musici
- Ton Scherpenzeel – toetsinstrumenten

## Muziek
| Nr. | Titel                             | Duur |
| --- | --------------------------------- | ---- |
| 1.  | Departure (Scherpenzeel)          | 4:34 |
| 2.  | Virgin grounds (Scherpenzeel)     | 3:00 |
| 3.  | Conquer the arctic (Scherpenzeel) | 4:04 |
| 4.  | White world (Scherpenzeel)        | 5:26 |
| 5.  | Open skies (Scherpenzeel)         | 7:50 |
| 6.  | Snowscape (Scherpenzeel)          | 3:27 |
| 7.  | Midnight sun (Scherpenzeel)       | 8:38 |
| 8.  | Polar circle (Scherpenzeel)       | 1:42 |
| 9.  | Crystal waves (Scherpenzeel)      | 1:42 |
| 10. | Frozen air (Scherpenzeel)         | 6:05 |
| 11. | Eternal snow (Scherpenzeel)       | 5:04 |
| 12. | Northern light (Scherpenzeel)     | 8:40 |
| 13. | Arrival (Scherpenzeel)            | 5:15 |

De heruitgave kwam in een gelimiteerde uitgave van 200 stuks; alle werden voorzien van een persoonlijke groet van Ton.

## Nasleep
Alex Driessen van Progwereld omschreef de muziek in 2023, waarbij hij af en toe progressieve klanken hoorde, als volgt:
Sfeervol, sacraal, slaapverwekkend, intrigerend, yoga, diepte, rustgevend, traag, grandeur, sterrenhemel, saai. Maar ook ritmisch, modern, melodieus.
Ook het volgende album van Scherpenzeel was een terugblik; het bevat liedjes, die Scherpenzeel schreef bij teksten van Youp van 't Hek: Achter de schermen.